# Christophe Roux
Christophe Roux (* 27. Juli 1983 in Verbier) ist ein ehemaliger für die Republik Moldau startender Schweizer Skirennfahrer. Er stammt aus dem Kanton Wallis und ist der Sohn des früheren Skirennfahrers Philippe Roux. Zusammen mit Landsmann Urs Imboden, der bis 2011 aktiv war, und dem Südtiroler Sascha Gritsch, der seine Karriere wegen einer schweren Verletzung bereits 2007 beenden musste, bildete er das «Legionärs»-Alpinteam Moldaus.

## Karriere
Roux nahm ab Dezember 1998 – vorwiegend in der Schweiz – an FIS-Rennen sowie an den Schweizer Meisterschaften teil, erreichte dabei aber kaum vordere Platzierungen. Lediglich in zwei FIS-Rennen fuhr er bis 2005 auf das Podest. Nachdem er sich nicht für ein Swiss-Ski-Kader qualifizieren konnte, nahm Roux im Mai 2006 die moldauische Staatsbürgerschaft an und bildete seitdem mit Urs Imboden und Sascha Gritsch das neue moldauische Nationalteam. Trainiert wurde das Team vom Südtiroler Hans Daniel Fahrner.
Durch den Nationenwechsel hatte Roux die Möglichkeit, auch im Weltcup sowie bei Weltmeisterschaften und Olympischen Spielen zu starten. An die Erfolge seines Teamkollegen Urs Imboden kam Roux allerdings nicht heran. Im Weltcup konnte er sich in keinem seiner Rennen für einen zweiten Durchgang qualifizieren, und auch im Europacup blieb er ohne Punkte. Zumindest in FIS-Rennen gelangen ihm mehrere Siege und Podestplätze.
In den Jahren 2007 und 2009 nahm Roux an den Alpinen Skiweltmeisterschaften teil. 2007 belegte er in Åre als Viertletzter den 61. Platz im Super-G und fiel im Slalom, im Riesenslalom sowie in der Super-Kombination aus. 2009 fuhr er in Val-d’Isère auf Platz 36 im Riesenslalom, schied im Slalom aber erneut aus. Bei den Olympischen Winterspielen 2010 in Vancouver erreichte er mit Platz 28 im Slalom und Rang 44 im Riesenslalom jeweils eine Platzierung im Mittelfeld. Nach der Saison 2009/2010 beendete Roux seine Karriere.

## Erfolge

### Olympische Winterspiele
- Vancouver 2010: 28. Slalom, 45. Riesenslalom

### Weltmeisterschaften
- Åre 2007: 61. Super-G
- Val-d’Isère 2009: 36. Riesenslalom

### Weitere Erfolge
- 3 Podestplätze im South American Cup
- 9 Siege in FIS-Rennen